# Asura metahyala
Asura metahyala là một loài bướm đêm thuộc phân họ Arctiinae, họ Erebidae.